# Karhusaari (ö i Finland, Norra Karelen, Joensuu, lat 62,72, long 29,77)
Karhusaari är en ö i Finland. Den ligger i sjön Höytiäinen och i kommunen Kontiolax i den ekonomiska regionen  Joensuu ekonomiska region  och landskapet Norra Karelen, i den sydöstra delen av landet, 400 km nordost om huvudstaden Helsingfors. Öns area är 0,8 hektar och dess största längd är 130 meter i sydöst-nordvästlig riktning.